# Ferrero
Ferrero is een Italiaans familiebedrijf, gevestigd in Alba, dat kort na de Tweede Wereldoorlog werd opgericht door de broers Pietro en Giovanni Ferrero. Pietro sr. overleed op 2 maart 1949, slechts 51 jaar oud, aan een hartaanval en Giovanni moest alleen verder.

## Specialisatie
Ferrero is gespecialiseerd in de verwerking van cacao, hazelnoten en melk. Het bedrijf is voornamelijk bekend van de merken Nutella , tic tac, Kinder-chocolade en Ferrero Rocher.  
Op 31 augustus 2024 had het bedrijf vestigingen in 50 landen, maar de producten worden in 170 landen verkocht. Het telde 37 fabrieken. Het bedrijf heeft een gebroken boekjaar tot 31 augustus. In het boekjaar 2023/24 behaalde het een netto-omzet van 18 miljard euro met 46.000 medewerkers.
Het bedrijf organiseerde reeds verschillende acties in verband met hun producten waaronder Magic Kinder Suprise.

## Geschiedenis
Pietro Ferrero kwam uit een gebied dat beroemd was om zijn hazelnoten. In 1942 opende hij, oorspronkelijk banketbakker van beroep, een laboratorium voor zoetwaren in Alba. Aangezien cacao tijdens en direct na de Tweede Wereldoorlog erg schaars en duur was, wilde Ferrero producten maken die, naast een kleine hoeveelheid cacao, als hoofdingrediënt hazelnoten bevatten. De Italiaanse provincie Piëmont en haar hoofdstad Turijn waren reeds beroemd om hun chocolade-industrie. Vreemd was het dus niet dat juist daar het chocoladeproduct van Ferrero tot stand kwam, dat een wereldwijd succes zou hebben.
In 1946 bedacht Pietro Ferrero het recept voor een broodbeleg op basis van hazelnoten, dat hij Giandujot noemde. Een essentiële factor voor het succes van Ferrero was dat de chocola ook gegeten kon worden in combinatie met brood, wat toentertijd een groot deel van het dagelijkse voedsel vormde. Giandujot was een in aluminiumfolie gewikkeld chocoladeblok waar plakjes vanaf gesneden konden worden, die men op het brood kon leggen. Ferrero begon de Giandujot  in kleine hoeveelheden te produceren en te verkopen aan winkeliers in Alba, en al snel werd het product een groot succes. Later paste Ferrero het recept aan om een smeerbare variant te verkrijgen, die hij Supercrema noemde. Vanwege de grote vraag naar het product werd de productie opgevoerd en werden er nieuwe medewerkers aangenomen. Het management bleef echter binnen de familie. Zo kwam de leiding van de verkoopafdeling in handen van Giovanni Ferrero, Pietro's jongere broer. Deze koos ervoor om de distributie van de producten niet uit te besteden, maar een eigen distributienetwerk op te zetten, dat de producten rechtstreeks van de fabriek naar de winkeliers bracht.
Toen Pietro Ferrero op 2 maart 1949 overleed, werd zijn broer Giovanni officieel de leider van het bedrijf en opende in 1956 de eerste Ferrerofabriek in het buitenland: Duitsland. In oktober 1957 overleed Giovanni Ferrero en kwam het leiderschap in handen van zijn neef Michele, de zoon van Pietro Ferrero. In 1958 werd in België, in hetzelfde jaar van de wereldtentoonstelling aldaar, een commercieel filiaal in Brussel geopend. Michele opende in 1960 een tweede fabriek in Italië, in Pozzuolo Martesana, ten oosten van Milaan. Het was Michele Ferrero die het bedrijf internationaal bekend maakte. Samen met zijn vrouw Maria Franca opende hij na de Tweede Wereldoorlog als eerste Italiaanse suikerwarenfabrikant diverse productievestigingen en kantoren in het buitenland. Op 20 april 1964 werd de receptuur van de hazelnootcrème Supercrema veranderd, waarna het product een nieuwe naam kreeg: Nutella. Dit product sloeg aan, aanvankelijk enkel in Europa, maar al spoedig ook wereldwijd.
In dit jaar vond ook de verplaatsing van het commerciële hoofdkantoor van Alba naar Pino Torinese plaats. Daarop volgde een reeks nieuwe fabrieken in Nederland, België, Zwitserland, Denemarken en Engeland. Tevens kwam er een nieuwe productenlijn tot stand, die bekend werd onder de naam Kinder Chocolade. In 1965 opende Ferrero de eerste fabriek buiten Europa, in New York, waarna meerdere firma's volgden. Inmiddels werden in de hele wereld producten van Ferrero geproduceerd. Toen in de jaren zeventig de televisiereclame in opkomst kwam, was Ferrero een van de eerste Italiaanse bedrijven die daarvan gebruikmaakte: in de vorm van korte cartoons bracht het zijn producten over op de consumenten. 
In 1983 richtte Michele Ferrero de Fondazione Ferrero (Stichting Ferrero) op, die als doel had de banden te onderhouden tussen het bedrijf, zijn fabrieken en zijn (oud-)medewerkers. In 1991 werd de stichting erkend als rechtspersoon.
De investeringen van Ferrero wierpen hun vruchten af. In 1996 behaalde het bedrijf een omzet van 7.500 miljard lire, omgerekend bijna vier miljard euro, en telde 14.000 medewerkers. In hetzelfde jaar kwam er een boek uit ter ere van het vijftigjarig bestaan van Ferrero, waarin de geschiedenis en de ontwikkelingen waren beschreven. In 1997 namen Pietro junior en Giovanni, de zonen van Michele, het management over. Dit was de derde generatie leiders van Ferrero.
De groei van het bedrijf ging gestaag door. In 2000 had Ferrero een omzet van € 4 miljard met 16.000 medewerkers. In 2006 waren deze aantallen gestegen, er werd een omzet van € 5,6 miljard gehaald en de multinational had inmiddels 19.600 medewerkers in dienst. Dit financiële succes is terug te zien in de lijst van rijkste mannen ter wereld, jaarlijks gepubliceerd door het Amerikaanse tijdschrift Forbes. Sinds 2008 staan Michele en zijn familie hierin op de eerste plaats van rijke families in Italië.
Op 18 april 2011 overleed Pietro Ferrero junior, kleinzoon van oprichter Pietro Ferrero, op een leeftijd van 47 jaar aan een hartinfarct. Vandaag de dag wordt het bedrijf nog steeds met succes geleid door Giovanni, de broer van Pietro Ferrero junior. Giovanni streeft ambitieuze doelen na om de inspiratie en motivatie in het familiebedrijf overeind te houden. De bedrijfsstructuur van het Ferrero van nu is nog altijd gebaseerd op familiewaarden.
In januari 2018 verkocht Nestlé zijn Amerikaanse divisie, die snoep en andere zoete tussendoortjes maakt, aan Ferrero. Ferrero is bereid zo’n US$ 2,8 miljard te betalen en krijgt merken als Butterfinger en Baby Ruth in bezit. De divisie van Nestlé heeft last van teruglopende verkopen.
Op 1 april 2019 werd bekend dat de koek- en snoepactiviteiten van Kellogg overgaan naar de Ferrero. Het bedrijf betaalt US$ 1,3 miljard voor deze activiteiten met een jaaromzet van € 900 miljoen. Merknamen als Mother's, Famous Amos en Keeblers gaan over. Volgens verwachting wordt de transactie in juni 2019 afgerond.
Op 10 juli 2025 maakte het bedrijf een bod bekend op het Amerikaanse WK Kellogg Co. Ferrero is bereid US$ 23 per aandeel te betalen. Inclusief de overname van de schulden, komt de totale overnamesom uit op US$ 3,1 miljard. Met deze overname komen alle fabrieken en distributiekanalen van WK Kellogg in handen waarmee Ferrero zijn positie versterkt in Noord-Amerika. WK Kellogg staat bekend om zijn ontbijtgranen, zoals Corn Flakes, Rice Krispies en Special K.

## Producten

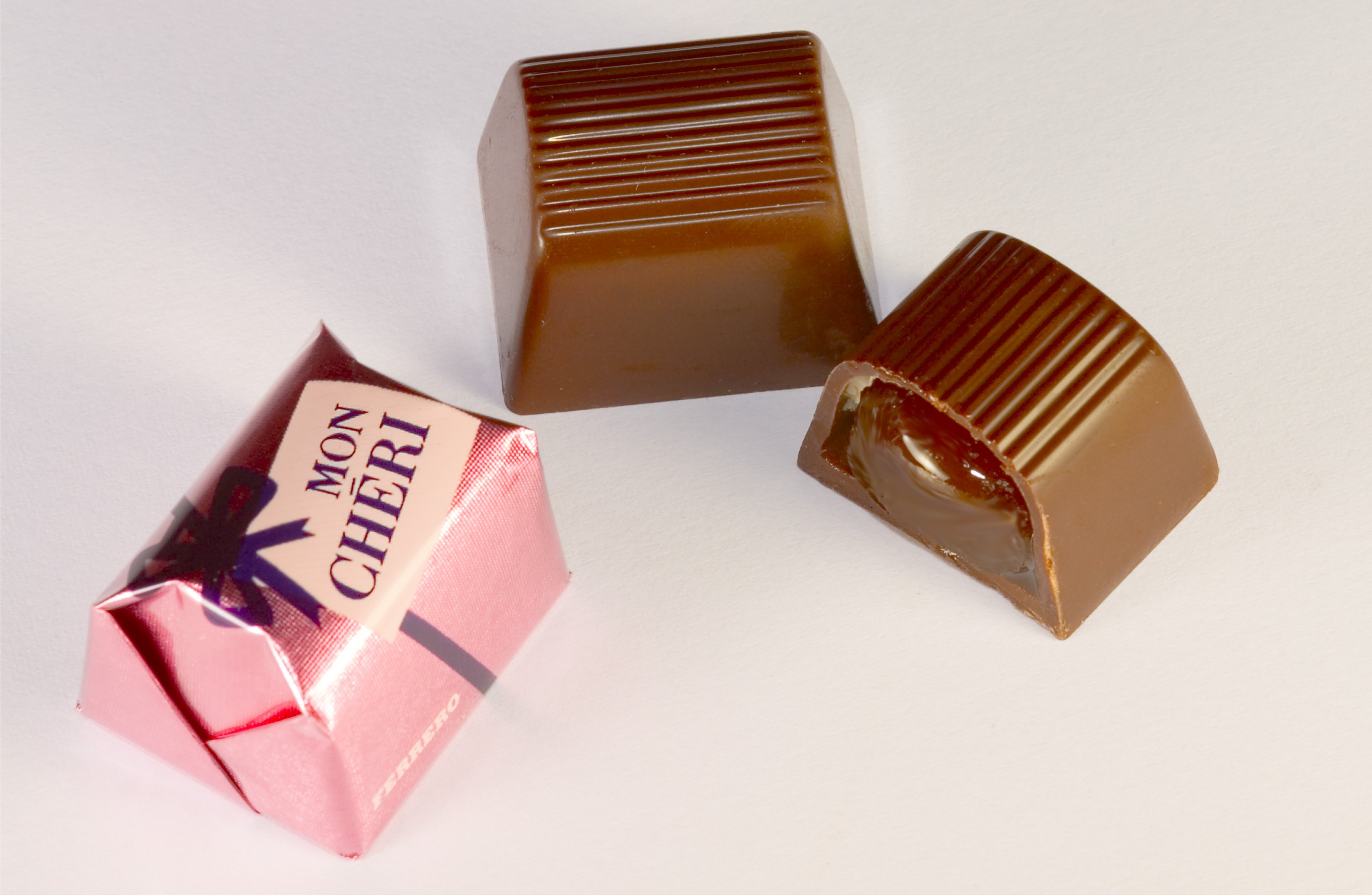
Mon Chéri

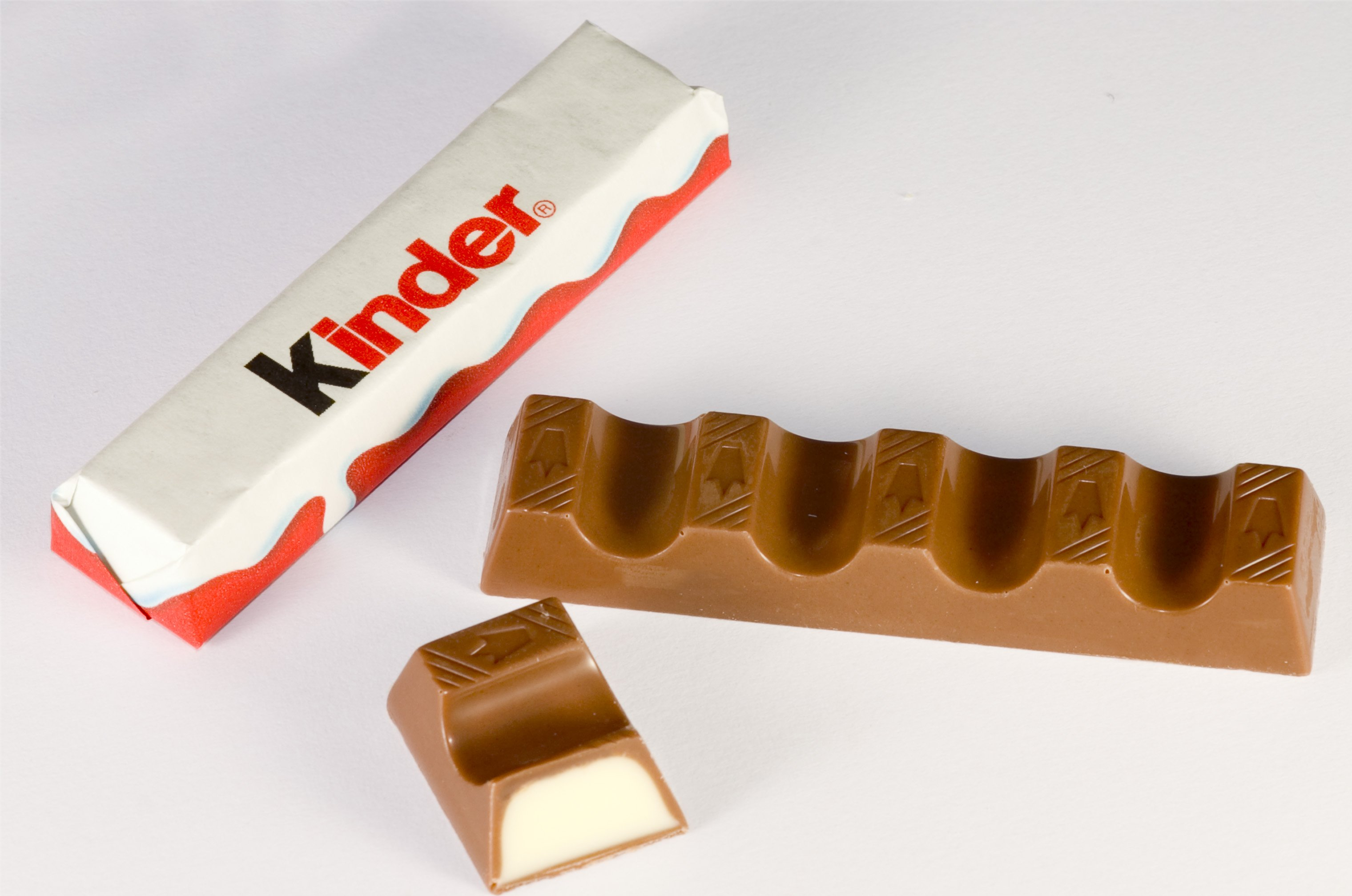
Kinder-chocolade

- Nutella
- TicTac
- Cristallina
- Estathè
- Tronky
- Duplo
- Fiesta
- Hanuta
- Pocket Coffee
- Yoghurette

Kinder
- Kinder Chocolade
- Kinder Surprise
- Kinder Bueno
- Kinder Country
- Kinder Maxi
- Kinder Délice
- Kinder Brioss
- Kinder Melkschijfje
- Kinder Pingui
- Kinder Chocofresh
- Kinder Happy Hippo
- Kinder Joy

Ferrero
- Ferrero Gran Soleil
- Ferrero Rocher
- Confetteria Raffaello
- Ferrero Opera
- Ferrero Cacao
- Mon Chéri
- Ferrero Küsschen